# Utengule Usangu
Utengule Usangu ist ein Bezirk (Ward) des Distriktes Mbarali in der tansanischen Region Mbeya.

## Geografie
Utengule Usangu liegt im Südwesten von Tansania auf einer Hochebene in rund 1000 Meter Seehöhe. Die Niederschläge fallen meist zwischen Dezember und Mai und führen häufig zu Überschwemmungen. In den niederschlaglosen Wintermonaten trocknen viele Flüsse aus. Die Fläche des Bezirks beträgt 238,4 Quadratkilometer, bei der Volkszählung 2022 wohnten 19.268 Menschen in 4108 Haushalten.

## Gliederung
Der Bezirk besteht aus sechs Gemeinden (Mtaa) mit 37 Orten (Kitongoji):
| Mpolo - Mahango A - Mahango B - Mahango C - Ihanga A - Ihanga B - Ihanga C | Muungano - Itambo Mpolo - Ugandilwa - Lyanumbusi - Senganinjala | Mahango Mswiswi - Majojolo - Misufini - Ijumbi - Shuleni - Kajunjumele - Marawatu | Magulula - Mfinga - Ilonjelo - Nengelesa - Muungano - Ujora - Lena – Mtakuja | Simike - Shuleni - Miambeni - Mianzini - Tengatenga - Mapula A - Mapula B - Wambilo - Mapululu | Utengule Usangu - Jemedari - Ubajulie-Mbela - Ulyankha - Wimbwa - Iduya A - Iduya B - Ujola |

## Infrastruktur
- Bildung: Die Utengule Usangu Secondary School ist eine weiterführende Schule, die Jugendliche bis zur 6. Stufe ausbildet.[7]
- Gesundheit: Das Gesundheitszentrum in Utengule Usangu bietet ambulante Dienste für Malaria-Diagnose und -Erstbehandlung, HIV-Pflege und -Behandlung und Mutter-Kind-Pflege an und ist außerdem für grundlegende Notfallvorsorge bereit.[8] Außerdem befindet sich eine Apotheke in Simike.[9]